# Theodor von Sendtner

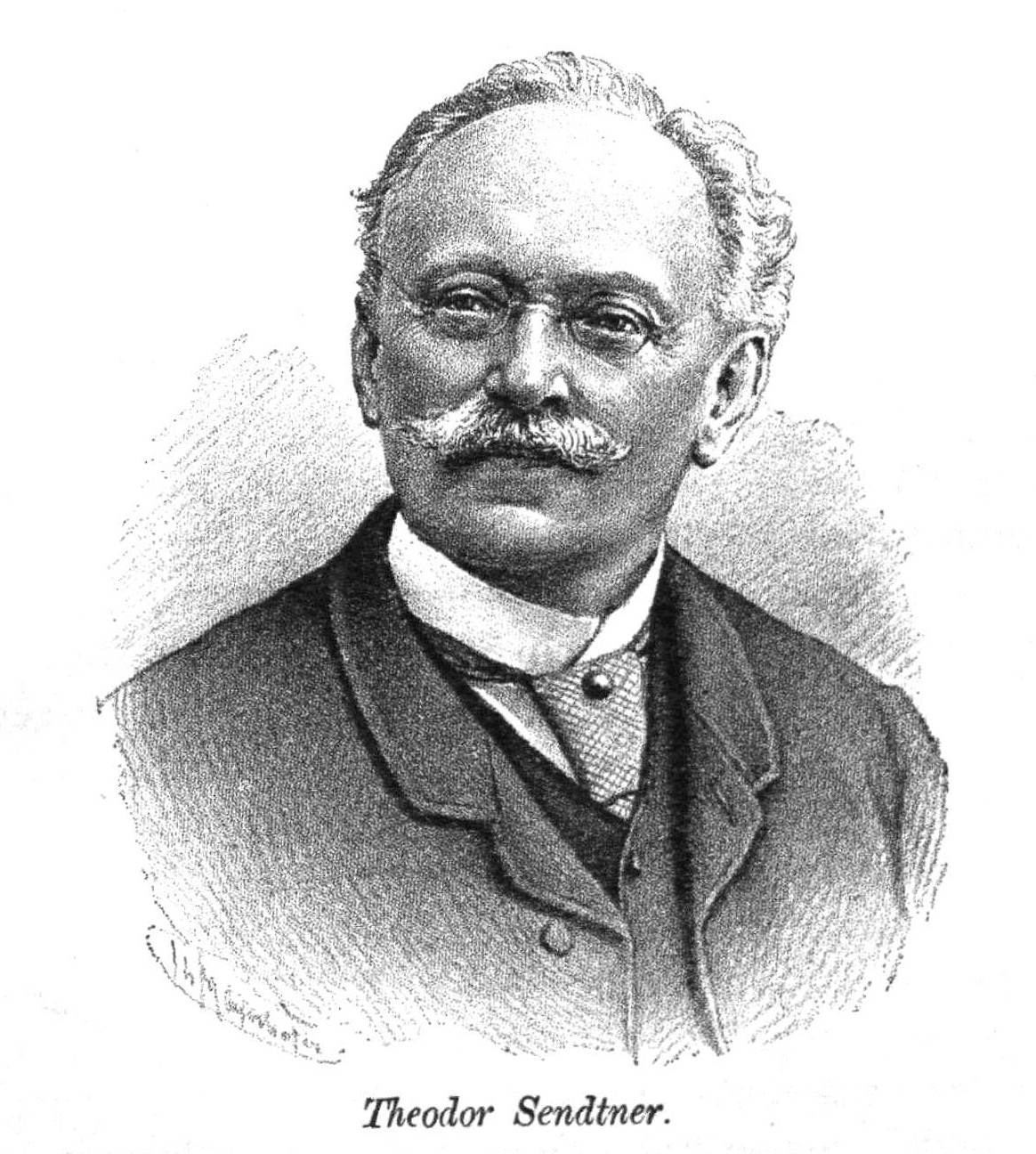
Theodor Sendtner

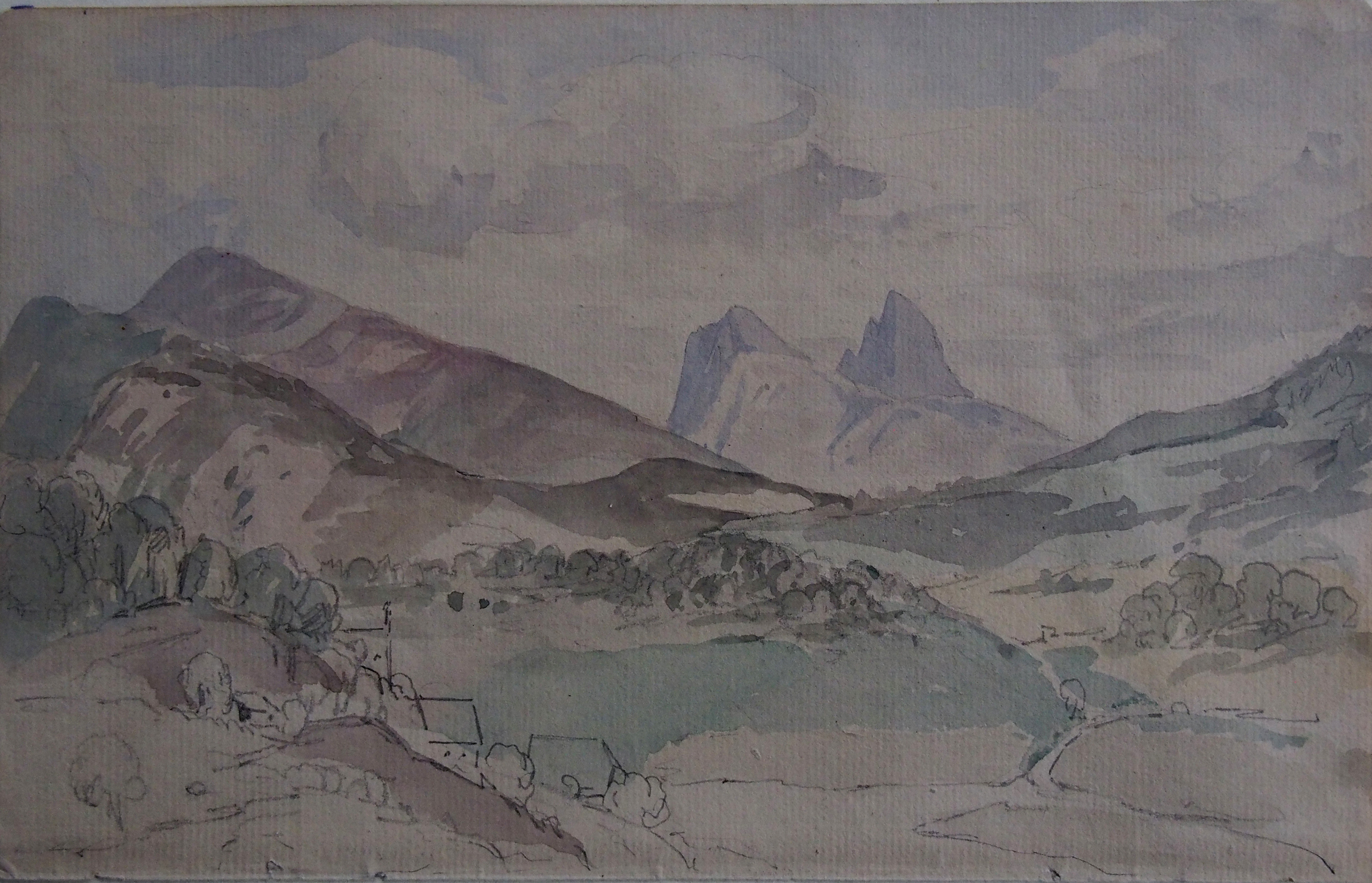
Fassatal im Trentino, Südtirol. Aquarell von Theodor Sendtner

Theodor von Sendtner (* 24. August 1823 in München, Königreich Bayern als Theodor Sendtner; † 22. September 1895 ebenda) war ein deutscher Jurist, Bankdirektor, Alpinist und Zeichner.

## Leben

### Elternhaus und Kindheit
Seine Eltern waren das Schriftstellerehepaar Jakob Sendtner und Barbara „Betty“ Sendner, Tochter des Verlegers Peter Philipp Wolf und Schwester der Malerin Louise Wolf. Theodor hatte sechs Geschwister. Sein älterer Bruder war der Botaniker Otto Sendtner.

### Familie
Theodor von Sendtner war zweimal verheiratet. Der am 27. Juni 1848 geschlossenen Ehe mit der Großhändlers- und Magistratrathstochter Clothilde Negrioli entsprangen vier Kinder, darunter der Chemiker Rudolf Sendtner. In zweiter Ehe heiratete er 1857 Freiin Maximiliane von Pfetten-Füll. Deren gemeinsamer Sohn Ignaz Sendtner war der Vater von Paula Kohlhaupt, geborene Sendtner.
Er ist bestattet im Familiengrab Negrioli-Sendtner auf dem Alten Südfriedhof.

## Laufbahn
Von 1841 bis 1844 studierte Sendtner Jura an der Ludwig-Maximilians-Universität in München, 1843 wurde er wie sein Bruder Otto Mitglied im Corps Bavaria. Nach dem Studium trat er 1846 noch vor dem Ablegen der Staatsprüfung eine Stelle in der Bayerische Hypotheken- und Wechsel-Bank an. Zunächst war er Inspektor der Feuerabteilung und später deren geschäftsführender Oberbeamter, von 1871 bis 1895 Direktor sämtlicher Versicherungsanstalten der Bank.
Am 26. Januar 1890 erhielt Sendtner als Ritter des Zivildienstordens der Bayerischen Krone den persönlichen Adel und durfte sich fortan Theodor von Sendtner nennen.

## Alpenverein
Sendtner gehörte zu den 36 Personen, die am 9. Mai 1869 den Deutschen Alpenverein (DAV) und gleichzeitig die Sektion München des DAV gründeten. 1873 vereinigte sich der DAV mit dem Österreichischen Alpenverein (ÖAV; bis 2014: Oesterreichischer Alpenverein, OeAV) zum Deutschen und Österreichischen Alpenverein (DÖAV, auch DuÖAV bzw. DuOeAV).
In den provisorischen Ausschuss der Sektion wurden neun Mitglieder gewählt, darunter auch Theodor Sendtner. Von 1869 bis 1876 war er Beisitzer im Ausschuss der Sektion, der dem Central-Ausschuss (Vorstand) des Alpenvereins entsprach.
1876 schied er als Beisitzer des Sektions-Ausschusses aus. Stattdessen wurde er I. Präsident des Central-Ausschusses des Vereins (erster Vorsitzender). 1877 setzte der Central-Ausschuss ein Subcomité (Arbeitskreis) für wissenschaftliche Fragen ein, zu dem auch Sendtner gehörte.
Neben seiner Tätigkeit in der Vereinsführung war Sendtner aktiv als Alpinist, Redner, Schriftsteller und Zeichner. Zahlreiche Touren führten ihn vor allem in die Ostalpen. Darüber berichtete er in Vorträgen und Aufsätzen, die er mit Zeichnungen und Aquarellen illustrierte.
Seit ihrer Gründung 1890 war Theodor von Sendtner außerdem Mitglied der Bayerischen Botanischen Gesellschaft.
Im Jahr 1879 erwirkte er als 1. Vorsitzender des DuOeAV die Finanzierung eines Weges entlang der Krimmler Wasserfälle. 1900 wurde dieser Weg von der Sektion Pinzgau gebaut. Ein Aussichtspunkt in 1170 Metern Höhe heißt ihm zu Ehren 'Sendtner Kanzel'.
Theodor von Sendtner wirkte auch mit bei der Bearbeitung des dreibändigen Werkes „Die Erschließung der Ostalpen“ unter der Redaktion des österreichischen Alpinisten Eduard Richter.

## Werke (Auswahl)

### Artikel
- Der Kraxentag am Brenner. In: Zeitschrift des Deutschen und Österreichischen Alpenvereins, Jahrgang 1873, (Band IV), S. 144–146. (Online bei ALO).
- Zu Tizians Gedächtnis. In: Zeitschrift des Deutschen und Österreichischen Alpenvereins, Jahrgang 1877, (Band VIII), S. 145–146. (Online bei ALO).
- Aus den Bergamasker Alpen. In: Zeitschrift des Deutschen und Österreichischen Alpenvereins, Jahrgang 1879, (Band X), S. 399–404. (Online bei ALO).

### Skizzen
- Die Gruppe von Primör. In: Zeitschrift des Deutschen und Österreichischen Alpenvereins, Jahrgang 1878, (Band IX). (Online bei ALO).
- Die Sonnenspitze bei Ehrwald. In: Zeitschrift des Deutschen und Österreichischen Alpenvereins, Jahrgang 1879, (Band X), S. 248. (Online bei ALO).
- Die Geisslerspitzen aus dem Tschislerthal. In: Zeitschrift des Deutschen und Österreichischen Alpenvereins, Jahrgang 1879, (Band X), S. 290. (Online bei ALO).
- Die Geisslerspitzen aus dem Vilnössthal. In: Zeitschrift des Deutschen und Österreichischen Alpenvereins, Jahrgang 1879, (Band X), S. 291. (Online bei ALO).

### Zeichnungen
- Eingang in das Val di Genova. In: Zeitschrift des Deutschen und Österreichischen Alpenvereins, Jahrgang 1879, (Band X). (Online bei ALO).
- Der große Rettenstein. In: Zeitschrift des Deutschen und Österreichischen Alpenvereins, Jahrgang 1879, (Band X). (Online bei ALO).
- Die Gernspitze bei Reutte. In: Zeitschrift des Deutschen und Österreichischen Alpenvereins, Jahrgang 1881, (Band XII). (Online bei ALO).